# Nguyễn Hữu Chính (trung tướng)
Nguyễn Hữu Chính (sinh 1959) là một sĩ quan cấp cao trong Quân đội nhân dân Việt Nam, hàm Trung tướng, nguyên Chính ủy Tổng cục Kỹ thuật (2015-2019)

## Thân thế và sự nghiệp
Nguyễn Hữu Chính sinh ngày 18 tháng 1 năm 1959 tại Khả Phong, Kim Bảng, Hà Nam.
Ông nhập ngũ tháng 5 năm 1978. Vào Đảng ngày 12 tháng 8 năm 1980.
Từ năm 1979 đến năm 1982, học viên Trường Sĩ quan Phòng không.
Năm 1983, giữ chức Phó Đại đội trưởng về chính trị Trường Sĩ quan Phòng không.
Từ năm 1984 đến năm 1986, giữ chức Trợ lý thanh niên Trường Sĩ quan Phòng không.
Từ năm 1986 đến năm 1989, học viên Học viện Chính trị. 
Từ năm 1989 đến năm 1990, Trợ lý Tuyên huấn, Phòng Chính trị, Sư đoàn 361, Quân chủng Phòng không - Không quân.
Từ năm 1990 đến năm 1991, giáo viên Trường Sĩ quan Phòng không.
Từ năm 1991 đến năm 2000, Trợ lý Phòng Tuyên huấn, Cục Chính trị, Tổng cục Kỹ thuật.
Từ năm 2000 đến năm 2005, Phó Trưởng phòng Tuyên huấn, Cục Chính trị, Tổng cục Kỹ thuật.
Từ năm 2005 đến năm 2007, Trưởng phòng Tuyên huấn, Cục Chính trị, Tổng cục Kỹ thuật.
Từ năm 2007 đến năm 2011, Chính ủy Cục Kỹ thuật Binh chủng, Tổng cục Kỹ thuật.
Từ năm 2011 đến năm 2013, Chủ nhiệm Chính trị Tổng cục Kỹ thuật.
Từ năm 2013 đến năm 2015, Phó Chính ủy Tổng cục Kỹ thuật.
Từ năm 2015 đến năm 2019, Chính ủy Tổng cục Kỹ thuật, Bí thư Đảng ủy Tổng cục.
Tháng 2 năm 2019, ông nghỉ chờ hưu theo chế độ.
Thiếu tướng (2013), Trung tướng (2017).
Tháng 12 năm 2023, ông được bầu là Chủ tịch Hội nạn nhân chất độc da cam Việt Nam. Hiện là Ủy viên Đoàn Chủ tịch Ủy ban Trung uơng Mặt trận Tổ quốc Việt Nam.